# Pra Louvar
Pra Louvor é o álbum de estreia da banda Raiz Coral, lançado em 2004, de forma independente.
O projeto contou com a participação do cantor Leonardo Gonçalves na música "Jesus Meu Guia É", que foi a faixa de maior relevância do álbum. O disco trouxe notoriedade imediata para a banda que, no ano seguinte, se apresentou juntamente com o cantor norte-americano Kirk Franklin. Em termos de vendas, foi o álbum de música negra mais vendido do segmento evangélico.
O álbum foi eleito o 83º melhor disco da década de 2000, de acordo com lista publicada pelo Super Gospel. Em 2015, foi considerado o 99º maior álbum da música cristã brasileira, numa lista compilada por músicos, historiadores e jornalistas e publicada pelo Super Gospel.
| Críticas profissionais | Críticas profissionais |
| Avaliações da crítica  | Avaliações da crítica  |
| Fonte                  | Avaliação              |
| ---------------------- | ---------------------- |
| Super Gospel           | (favorável)            |

## Faixas
1. "Abertura (Singabahamba)"
2. "Pra Louvar"
3. "Caridade"
4. "Dê o Seu Melhor"
5. "A Coroa"
6. "Intro (Pequena Luz)"
7. "Pequena Luz"
8. "Te Louvo"
9. "Jesus, Breve Vai Voltar"
10. "Bendito"
11. "Jesus Meu Guia é (You Are My Hiding Place)" (feat. Leonardo Gonçalves)
12. "Tocou-me"
13. "Vem Louvar"
14. "Singabahamba (Reprise)"
15. "Pequena Luz Instrumental"